# The Colóns
The Colóns fue un equipo de luchadores formado por los hermanos Carlito y Primo. El equipo trabajo en la empresa de su padre, Carlos Colón, Sr., en la World Wrestling Council y en la World Wrestling Entertainment (WWE) en sus marcas SmackDown! y Raw entre 2008 y 2009 y brevemente en 2010. 
Entre sus logros destacan el haber conseguido una vez el Campeonato Mundial en Parejas de la WWC, una vez el Campeonato en Parejas de la WWE y una vez el Campeonato Mundial en Parejas de la WWE. Destaca también el hecho de haber unificado en WrestleMania XXV ambos campeonatos en pareja de la WWE, consiguiendo el Campeonato Unificado en Parejas de la WWE.

## Historia

### World Wrestling Council
The Colóns empezaron a hacer equipo en la promoción de su padre, la World Wrestling Council (WWC), derrotando al equipo Thunder and Lightning, ganando el Campeonato Mundial en Parejas de la WWC el 16 de marzo de 2002, pero lo perdieron ante Thunder and Lightning la noche siguiente. En Lockout 2009, los hermanos hicieron equipo por primera vez desde que hicieron equipo en la WWE. No lucharon, pero estuvieron en un segmento de Carlito's Cabana con David Sierra como invitado. En el segmento, la promoción intentó explicar por qué Eddie cambió su nombre a "Primo", diciendo que quería mantener el legado de Eddie Guerrero, pero no usando su nombre. El 20 de mayo de 2009, The Colóns lanzaron un 
reto a cualquier equipo de la promoción para Aniversario 2009.

### World Wrestling Entertainment (2008–2010)
Poco después de debutar en la WWE, Primo fue trasladado a SmackDown!, junto a su hermano. Allí derrotaron a los Campeones en Pareja de la WWE Curt Hawkins & Zack Ryder en su primera lucha como equipo el 12 de septiembre de 2008. Dos semanas después, les derrotaron de nuevo, consiguiendo el campeonato.

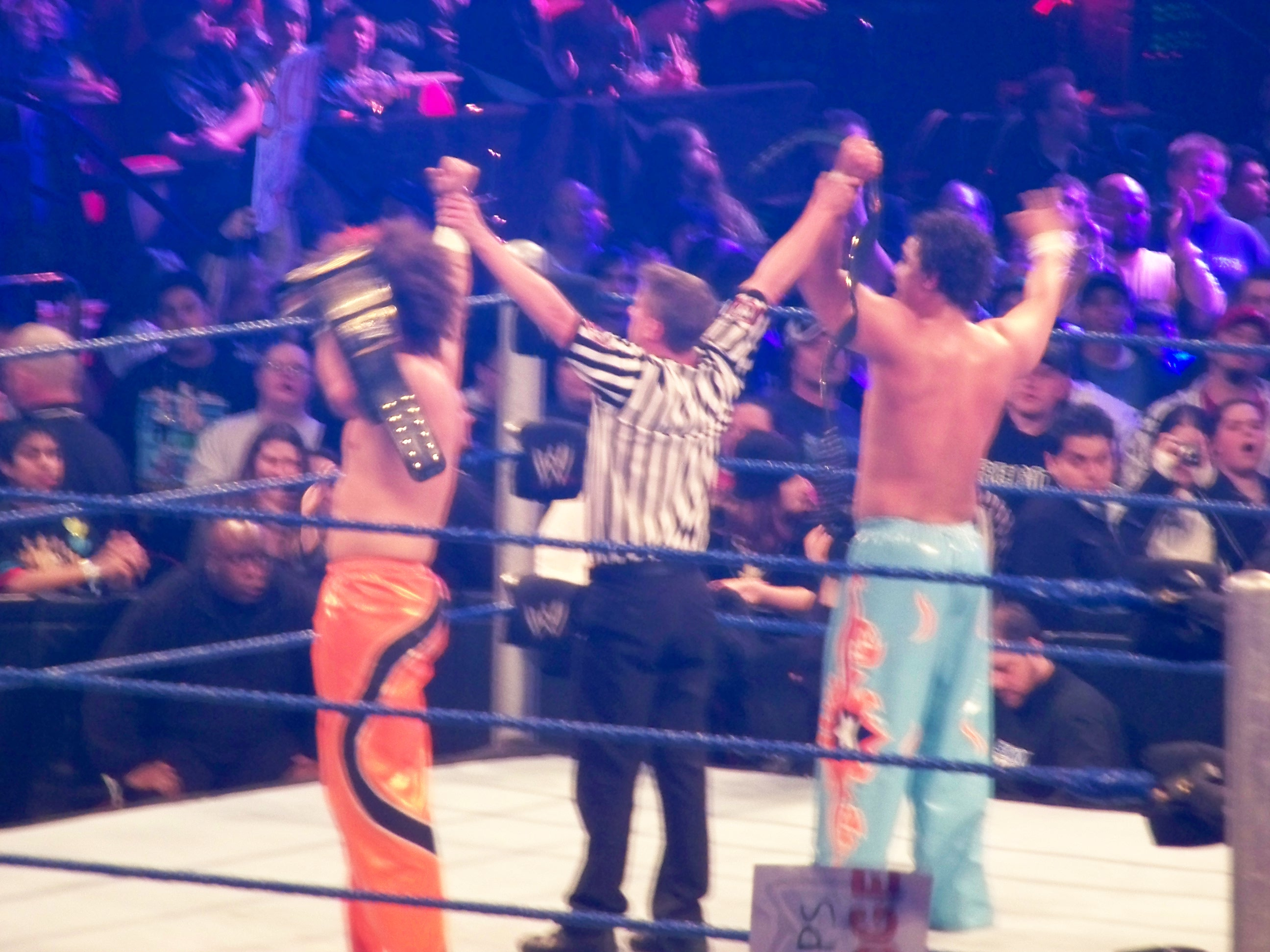
The Colóns como Campeones en Parejas de la WWE.

En noviembre, The Colóns empezaron una relación con The Bella Twins, acompañándoles en sus luchas. Esto les hizo tener un feudo con The Brian Kendrick y Ezekiel Jackson, a quienes derrotaron en varias ediciones de SmackDown! y con los Campeones Mundiales en Parejas de la WWE John Morrison & The Miz, derrotando a The Colóns, ganando una cita con ellas el día de San Valentín. Cada gemela eligió un equipo, así que ambos equipos se retaron en WrestleMania XXV con ambos campeonatos en juego. En WrestleMania XXV, The Colóns derrotaron a Morrison y The Miz, ganando el Campeonato Mundial en Parejas de la WWE y convirtiéndose en los primeros Campeones Unificados en Parejas de la WWE, defendiéndolos exitosamente la noche siguiente en Raw.
El 15 de abril, the Colóns fueron trasladados a Raw como parte del Supplemental Draft. El 27 de abril, hicieron su debut en Raw, derrotando a Jamie Noble & Chavo Guerrero. También lo defendieron en WWE Superstars ante The World's Greatest Tag Team (Shelton Benjamin & Charlie Haas) el 28 de mayo. Perdieron el campeonato en The Bash ante Edge & Chris Jericho en una lucha en la que también participaban The Legacy (Cody Rhodes & Ted DiBiase). Carlito y Primo usaron su cláusula de revancha la siguiente noche en Raw, pero perdieron de nuevo. Después de la lucha, Carlito atacó a Primo, disolviéndose el equipo y volviéndose heel. Ambos se aliaron con Ted DiBiase, ayudándole en su feudo con R-Truth, pero el equipo se disolvió de nuevo el 21 de mayo al ser Carlito despedido.

## En lucha
- Movimientos finales
  - Simultáneos Backstabber[1]/ Backcracker[15] (Double knee backbreaker) de Carlito y Primo

- Movimientos finales
  - Standing powerbomb de Carlito a Primo lanzándolo contra el oponente en una senton
  - Double dropkick

- Managers

- The Bella Twins

## Campeonatos y logros
- World Wrestling Council

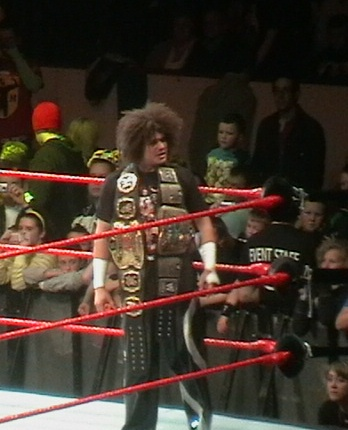
Carlito como Campeón Unificado en Parejas.

- WWC World Tag Team Championship (1 vez)

- World Wrestling Entertainment

- WWE World Tag Team Championship (1 vez)
- WWE Tag Team Championship (1 vez)